# Baldov
Baldov je vrch (548 m n. m.) asi 2 km severozápadně od Domažlic známý také pod názvem Baldovské návrší.
Na tomto návrší stojí Národní památník Domažlice. Je to zděný kvádr, v jehož obvodových stěnách jsou vsazeny kovové plakety a kamenné desky, do kterých jsou zvýrazněny názvy míst husitských vítězství s jejich datací. Torzo bylo v roce 2015 opraveno a nově doplněno o obří sochařskokamenickou instalaci zřejmě největšího žulového kalicha na světě a stalo se trvalým pomníkem vítězství husitských vojsk nad křižáky v bitvě u Domažlic roku 1431, které je kladeno právě do prostoru Baldova. Z návrší se otevírá výhled na blízké Domažlice a pásmo Českého lesa.
V roce 2013 na Baldovském návrší vznikla turisticky atraktivní naučná stezka s originální sochařskou galerií pod širým nebem za podpory města Domažlice, občanských sdružení a rovněž s přispěním fondů Evropské unie.
Návrší je významné i z historického hlediska. Pravděpodobně právě zde r. 1431 kardinál a papežský ablegát Cesarini sledoval vojenskou situaci před bitvou u Domažlic, v níž se vojska V. kruciáty obrátila na panický útěk před přicházejícími husity.
V těsné blízkosti monumentálního památníku a malé kapličky lze spatřit telekomunikační věž typu BTS, rovněž se zde nachází základna CB klubu Domažlice - radioklubu OK1RDO, kde se konají různorodé kulturní akce. Níže pod ním se nachází aktivní baldovský kamenolom a také komplex ruin rozlehlého baldovského zámečku / statku s vyvěrajícím pramenem kdysi pitné vody.

## Kostely a kaple
- Farnost Domažlice
- Součást obce Domažlice
- Na tomto místě stojí kaplička zasvěcená Nejsvětější Trojici

Barokní kaplička zvnějšku šestiboká, pochází z 18. století a v jejím interiéru jsou obrazy sv. Trojice, Krista a P. Marie.
V blízkosti této nenápadné kapličky byly psychotroniky a senzibily zkoumány a popsány silně znásobené energetické paleomagnetické silové linie se zářením do celého kraje a v jejich průsečíku bylo v účelovém seskupení kamenů doloženo prastaré kultovní božiště.[zdroj⁠?!]

## Galerie

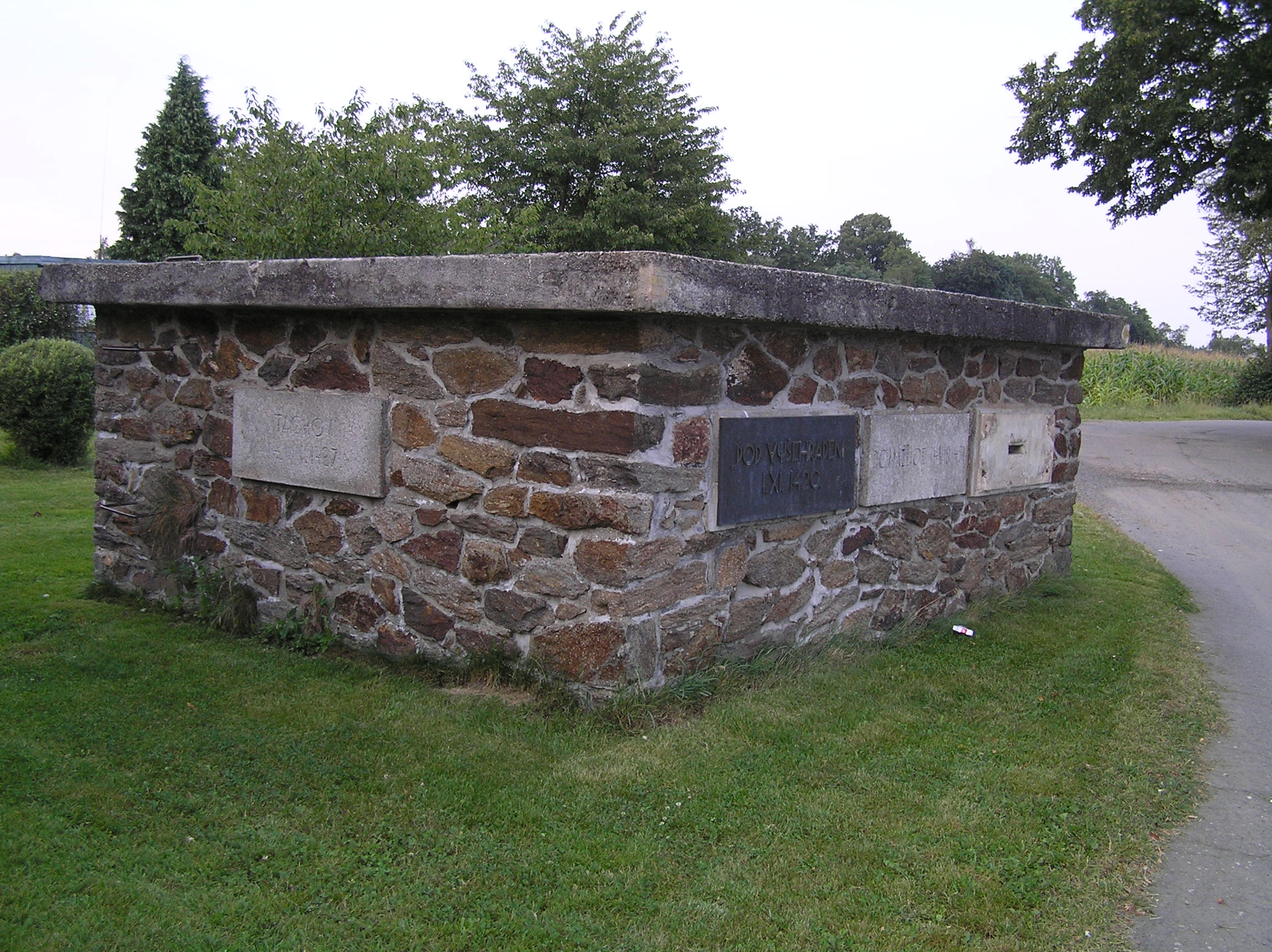
Základní kámen
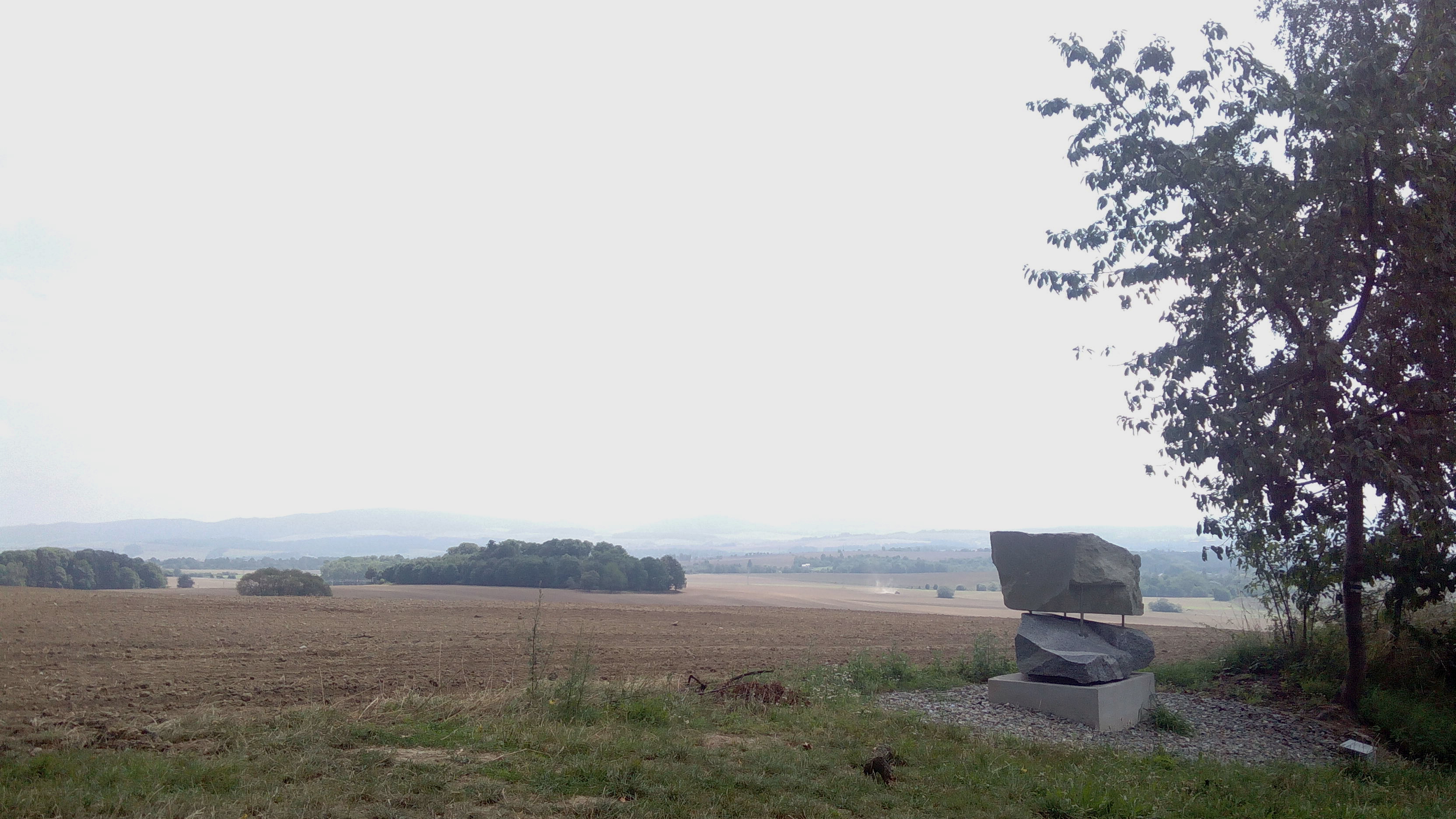
Okolní krajina
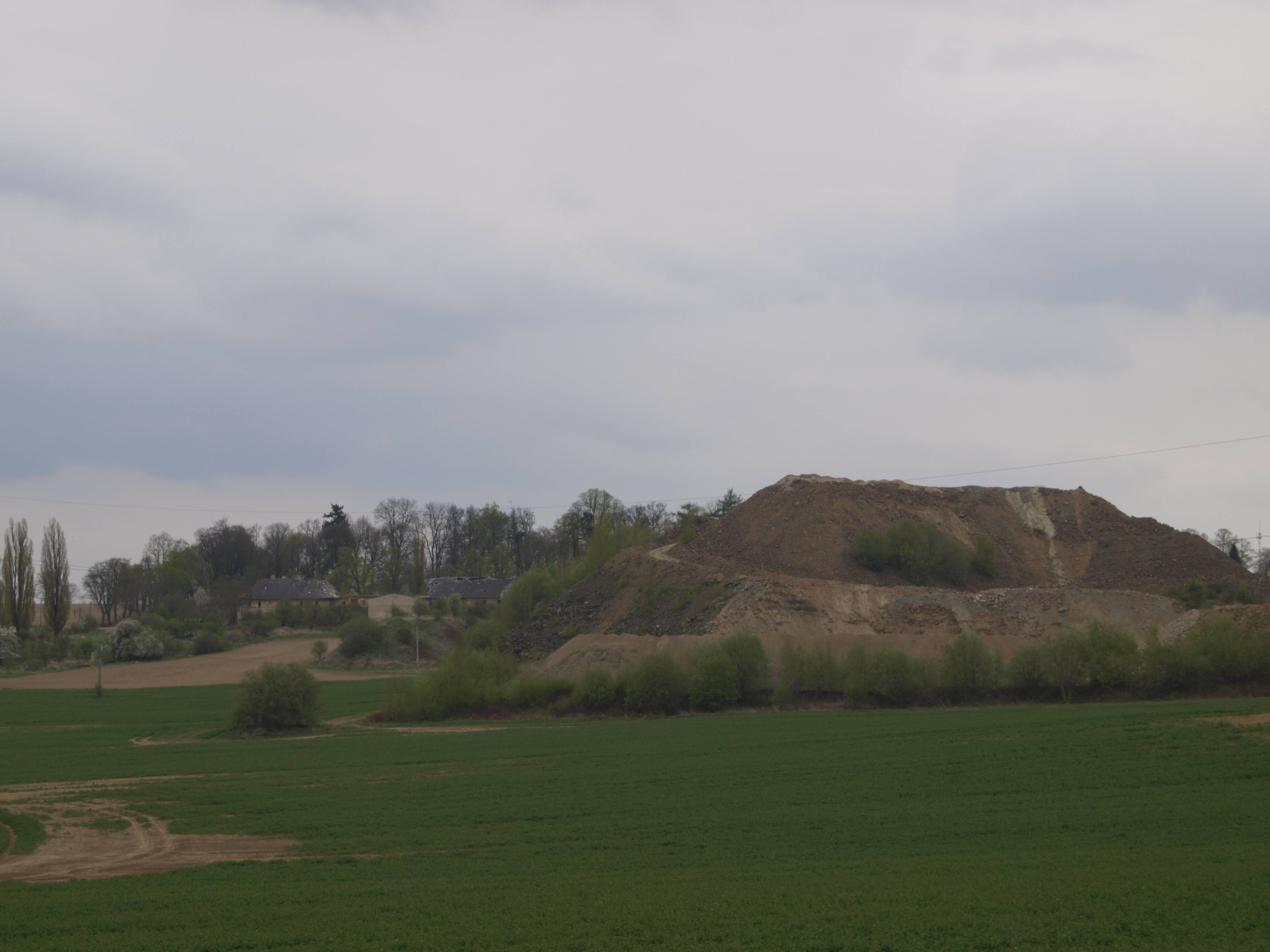
Lom